# Vallei van de Drie Beken
Vallei van de Drie Beken is een Vlaams natuurreservaat in het stroomgebied van de Winterbeek, een zijrivier van de Demer. Het natuurreservaat strekt zich uit in zuidwestelijke richting van de Paalse Plas tot Molenstede, ten noordwesten van Diest, heeft een oppervlakte van ongeveer 351 ha en werd opgericht in 2000. Een groot deel van het natuurreservaat kent een historische vervuiling van Tessenderlo Chemie. De belangrijkste toegang tot het gebied bevindt zich ten zuidoosten van het dorp Engsbergen (gemeente Tessenderlo). Twee andere toegangen zijn gelokaliseerd in Deurne en Vleugt. Het gebied is Europees beschermd als onderdeel van Natura 2000-gebied 'Demervallei' (BE2400014).

## Geografie
Het gebied komt aan haar naam doordat de Winterbeek hier in netwerk van - deels gegraven - beekbeddingen stroomt. Deze beken kennen verschillende namen: De Grote Beek, de Kleine Beek en de Middelbeek (Winterbeek). De Winterbeek draagt verschillende namen waaronder Grote Beek en Zwart Water.  . De Genevense Vliet vervoegt de Grote Beek, de Middelbeek stroomt in de Kleine Beek en samen vormen ze het Zwart Water.
In het gebied ligt tevens het erkend natuurreservaat Dassenaarde, beheerd door Natuurpunt. Aan beide zijden van de vallei vindt men een aantal tot 55 meter hoge getuigenheuvels, bestaande uit ijzerzandsteen (Formatie van Diest). De overgang tussen vallei en heuvelhellingen is nog goeddeels intact.
De bodem van de vallei bestaat uit veen, met hier en daar zandige donken. Er zijn talrijke beken en vijvertjes, hooilanden en rietlanden in een kleinschalig landschap, dat tevens dienstdoet als waterbergingsgebied.

## Flora en fauna
Tot de kenmerkende plantensoorten behoren minnaars van voedselarme milieus (wateraardbei, waterdrieblad, moerasviooltje, klein glidkruid, veenmossen, snavelzegge, draadzegge, zompzegge en sterzegge). In kwelzones vindt men ook pluimzegge, elzenzegge, waterviolier en dotterbloem. In de vijvertjes groeien: drijvende waterweegbree, waterlepeltje, kikkerbeet en waterviolier. Op de heuvelhellingen groeien struikheide, blauwe bosbes en dalkruid.
In de rietvelden broeden blauwborst, waterral en sprinkhaanzanger. Kenmerkende sprinkhaansoorten zijn daar: moerassprinkhaan, zompsprinkhaan en gouden sprinkhaan. Boven de vijvers vliegen soorten als: metaalglanslibel, viervlek, plasrombout en zwarte heidelibel. Daar broeden watervogels als krakeend en wintertaling. De heuvels bieden leefruimte aan roofvogels, zoals buizerd, wespendief, havik, sperwer, boomvalk, en torenvalk.
Door de afwisseling van milieus is het gebied van groot belang voor de instandhouding van de biodiversiteit.
Het gebied kent een grote historische vervuiling met zouten (chloriden) door lozingen van het bedrijf Tessenderlo Chemie. Sinds 2016 is er terug wat vis aanwezig in de beken in het gebied. Van 2017 tot 2021 worden de beekbeddingen gesaneerd door OVAM.